# Karl Gerhard
Karl Emil Georg Gerhard, nato Karl Emil Georg Johnson (Stoccolma, 14 aprile 1891 – Saltsjöbaden, 24 aprile 1964), è stato un attore e regista teatrale svedese.

## Filmografia parziale
- Hennes lilla majestät, regia di Sigurd Wallén (1925)
- Sei tu felicità? (Säg det i toner), regia di Edvin Adolphson e Julius Jaenzon (1929)
- Roxi B bar (Ihre Majestät die Liebe), regia di Joe May (1931)
- Äktenskapsleken, regia di Ragnar Hyltén-Cavallius (1935)
- Hennes lilla majestät, regia di Schamyl Bauman (1939)
- Vi tre debutera, regia di Hasse Ekman (1953)